# Karl Vossler
Karl Vossler, (Hohenheim, Stuttgart, 6 de septiembre de 1872 - Múnich, 18 de mayo de 1949) fue un lingüista, profesor romanista e hispanista alemán, creador de las escuelas del Idealismo lingüístico y la Estilística.

## Biografía intelectual
Catedrático en la Universidad Ludwig Maximilian de Múnich y rector de la misma en 1926 y en 1946 y uno de los representantes más importantes de la Romanística en los campos de la lengua y la literatura, de la cultura italiana, francesa y española. Autor de obras capitales y fundador de la Filología idealista a comienzos del siglo XX. 
Como intelectual de insobornable orientación humanística, se opuso al Nacionalsocialismo. Enseñó literatura románica en Heidelberg, Wurzburgo y Múnich. Influido por la filosofía y en particular las ideas lingüísticas de la Estética de Benedetto Croce, abandonó el Positivismo de los Neogramáticos y creó su propia escuela, el Idealismo lingüístico o Estilística. Apoyó la beligerancia alemana del Kaiser Wilhelm, y fue uno de los firmantes del Manifiesto de los 93.

## Obra y Ediciones en español
Vossler se opuso a la Neogramática. Si bien admitió que la Lingüística era una materia diacrónica, arguyó que los principios que habían de conducir esta ciencia no eran los del Positivismo, sino los del Idealismo, y que la casuística del lenguaje no debía de ser un fin por sí misma, sino un medio para relacionar datos y extraer hipótesis que se unieran en una interpretación general del espíritu humano y su especifidad en el curso de la historia. La historia de la lengua es según Vossler una historia de los moldes expresivos, historia del arte lato sensu, y por tanto la gramática ha de subordinarse a la literatura y a la historia de los estilos en el arte, como una de las vertientes de la historia de las ideas. Desde el punto de vista lingüístico, no existen los dialectos, sino sólo expresiones lingüísticas individuales y cualquier desviación es resultado de una actividad individual que puede generalizarse si es aceptada por el resto de los hablantes.
Su obra es abundante e incluso heteróclita. Escribió un texto clave de la Lingüística moderna: Positivismo e Idealismo en la Ciencia del Lenguaje, en 1904 (Positivismus und Idealismus in der Sprachwissenschaft), del cual existe moderna edición crítica en España; El lenguaje como creación y evolución (1905); Gesammelte Aufsätze zur Sprachphilosophie (1923) Geist und Kultur in der Sprache (Espíritu y cultura en el lenguaje, 1924) y Metodología filológica: con referencias a idiomas modernos, especialmente el alemán. Su análisis teórico de la sintaxis participó de la polémica histórica concerniente a la naturaleza de la elipsis lingüística.
Como romanista son de destacar Formas literarias en los pueblos románicos (traducido al español en Madrid, Espasa-Calpe, 1944); Civilización y lengua de Francia (1929) y La Divina Comedia (1907, 1910); Historia de la literatura italiana (traducida al español en Barcelona, Lábor, 1941). Su Correspondencia con Croce fue publicada póstumamente, en 1951.
Tras estudiar la literatura francesa e italiana, pasó sus últimos años dedicado a la española. En el campo del Hispanismo se le deben una Introducción a la literatura española del siglo de oro (traducido al español en Madrid: Cruz y Raya, 1934); Algunos caracteres de la cultura española (traducido al español en Madrid, Espasa-Calpe, 1941); La soledad en la poesía española (traducido al español en Madrid, Revista de Occidente, 1941); Lope de Vega und sein Zeitalter (1932); Poesie der Einsamkeit in Spanien (1935), Die Frauen in der Philippinen in der nahe Baguio (2007), entre otros. En Caracteres de la cultura española', señaló: "España supo crear un modelo antropológico; el del “Hombre Señorial”. Distinto y opuesto a otros modelos que surgieron con la llegada de la Modernidad y que anunciaban la primacía del actual “Hombre Burgués”. Y si bien finalmente el modelo antropológico burgués ha vencido al ideal del caballero español de los siglos XVI y XVII; como recuerdo e idea, como poesía y arte, como nostalgia y anhelo, esa España señorial y magnífica, no puede morir". En su ensayo Realismo en la literatura española del Siglo de Oro dejó escrito: "Somos incapaces de imaginar la fuerza de la tradición oral, del saber ajeno a la letra escrita, de las cosas temporales y eternas del pueblo español en los siglos de su grandeza. Constituía una conciencia española urdida y formada en íntima y diaria relación con las generaciones pasadas y la ultratumba, y una compenetración del hombre humilde con lo heroico, lo caballeresco y lo místico, y de ahí venía el gusto a ponerse antiguos nombres altisonantes, largos y nobles. Esto, que pudiera parecer presunción e ignorancia, no era otra cosa que un rico fondo o reserva de sueños, esperanzas, recuerdos y deseos, del que tanto los poetas como los gobernadores y militares podían disponer a su antojo".

## Reconocimiento
Vossler es considerado por muchos intelectuales como el opuesto de Saussure, al calificar como positivo el polo creador e individual, mientras que Saussure lo considera negativo, porque la libertad es siempre un obstáculo para las sistematizaciones, previas a la ciencia. 
Algunos escritores, como Ernesto Sabato, han escrito con admiración sobre su obra.